# グルー言語
グルー言語 (英: glue language) とはプログラミング用語のひとつであり、ソフトウェアコンポーネント同士を結びつけることを主眼としたプログラミング言語の総称である。「グルー」とはにかわ状の接着剤のことを意味する。スクリプト言語が使われることが多い。
グルー言語のはしりはUNIXのシェルスクリプトである。シェルはコマンドラインインタプリタとも呼ばれるが、その名の通り簡易な制御機構を備えており、コマンド同士を結合して流れ作業や定型処理を実現する。
帰結として、機能自体を記述するよりも、機能と機能を組み合わせることを重視する言語や言語形態があり、それをグルー言語という。スクリプト言語を、機能の組み合わせに特化して利用する場合などが「グルー言語的な使用」である。グルー言語と呼ばれるものに明確な規定はないが、一般に以下のような特徴を持っている。
- いわゆるインタプリタで動作する。
- 可読性や保守性より、記述性を重視する文法。
- 外部コマンドの呼び出しが容易。
- C言語などのベース言語による拡張が容易。

## 主なグルー言語
- Perl
- Python
- Ruby
- Lua
- Squirrel
- Tcl
- C++/CLI
- C++/CX（英語版）

いずれもそれ自体が強力な記述言語だが、グルー言語としての側面も備えている。例えば、TclはTkと密接に関係するという点において、強力なグルー言語として機能する。
C++/CLI言語はマネージコードとC++によるアンマネージコード（ネイティブコード）を混在させることのできる唯一の.NET言語だが、両者をつなぐ相互運用にのみ利用することを推奨されている。